# جورج إل. تايلور
جورج إل. تايلور هو سياسي كندي، ولد في 1842م. انتخب عضو الجمعية التشريعية لنيو برونزويك ‏.